# Info TV Brno a Jižní Morava
Info TV Brno a Jižní Morava je česká regionální televizní stanice. Celý den nabízí aktuální dopravní situaci a informace z Brna a jeho blízkého okolí. Stanici bylo možné zachytit v DVB-T2 multiplexu 24. Tuto síť provozuje Společnost Digital Broadcasting, kterou vlastní ostravský podnikatel Radim Pařízek.
Od 1. července 2023 přestala v multiplexu 24 vysílat a ukončila tak televizní vysílání, nadále vysílá jen online.

## Vysílače, ze kterých je kanál šířen
- Brno – Barvičova (46. kanál)
- Brno – Jihlavská (46. kanál)
- Hodonín – Kapánsko (46. kanál)
- Znojmo – Deblínek (46. kanál)
- Blansko – Veselice (44. kanál)
- Rosice – Rebušiny (44. kanál)
- Vyškov – Vlčí Doly (46. kanál)
- Boskovice – Habří (46. kanál)
- Adamov – Alexandrova rozhledna (44. kanál)